# Adrian Mierzejewski
Adrian Mierzejewski (* 6. November 1986 in Olsztyn, Polen) ist ein polnischer Fußballspieler. Er steht seit der Saison 2019/20 bei Chongqing Liangjiang Athletic in China unter Vertrag.

## Vereinskarriere
Mierzejewskis erste Profistation war von 2003 bis 2004 Stomil Olsztyn in der zweiten polnischen Liga. Danach spielte er, mit einer kurzen Unterbrechung 2006 und 2007, für Wisła Płock. Hier debütierte er auch in der Ekstraklasa, der ersten polnischen Liga. Im Frühjahr 2008 wurde er schließlich von Polonia Warschau verpflichtet und entwickelte sich schnell zu einem der besten Mittelfeldspieler der Liga.
Im Sommer 2011 wechselte er zum türkischen Vizemeister Trabzonspor. Bei diesem Verein gelang ihm auf Anhieb der Sprung in die Stammformation. In seiner zweiten Saison für Trabzonspor erzielte er im nationalen Pokalwettbewerb acht Tore in acht Spielen und war damit an der Pokalfinalteilnahme seines Vereins beteiligt. Im Pokalfinale unterlag man Fenerbahçe Istanbul mit 0:1.
Nach drei Spielzeiten in der Türkei wechselte Mierzejewski zur Saison 2014/15 zum saudi-arabischen Verein al-Nasr, bei dem er einen Dreijahresvertrag unterschrieb. Mit al-Nasr gewann er in der Saison 2014/15 die Saudi-Arabische-Meisterschaft. Zur Saison 2016/17 wechselte er für ein Jahr in die Vereinigten Arabischen Emirate zu al-Schardscha. Nach einem Jahr in Australien zog es Mierzejewski nach China.

## Nationalmannschaft
Mierzejewski spielte sechsmal für die polnische U-21-Nationalmannschaft. 2010 wurde er von Nationaltrainer Franciszek Smuda zum ersten Mal für die polnische A-Nationalmannschaft nominiert. Sein Debüt gab er beim Freundschaftsspiel gegen Finnland am 29. Mai 2010. Sein bisher letztes Länderspiel machte er am 15. November 2013 gegen die Slowakei (0:2).

## Trivia
Mierzejewski erzielte mit seinem Treffer gegen Çaykur Rizespor am 2. Spieltag der Saison 2013/14 Trabzonspors 2000. Erstligator.

## Erfolge
Mit Trabzonspor
- Türkischer Pokalfinalist: 2012/13

Mit al-Nasr
- Saudischer Fußballmeister: 2014/15